# Rajon Ljulin
rajon Ljulin (bulgariska: Район Люлин) är ett distrikt i Bulgarien.   Det ligger i kommunen Stolitjna Obsjtina och regionen Sofija-grad, i den västra delen av landet, 7 km nordväst om huvudstaden Sofia.
Runt rajon Ljulin är det i huvudsak tätbebyggt. Runt rajon Ljulin är det tätbefolkat, med 849 invånare per kvadratkilometer.